# Schönbrunn (Herrnhut)

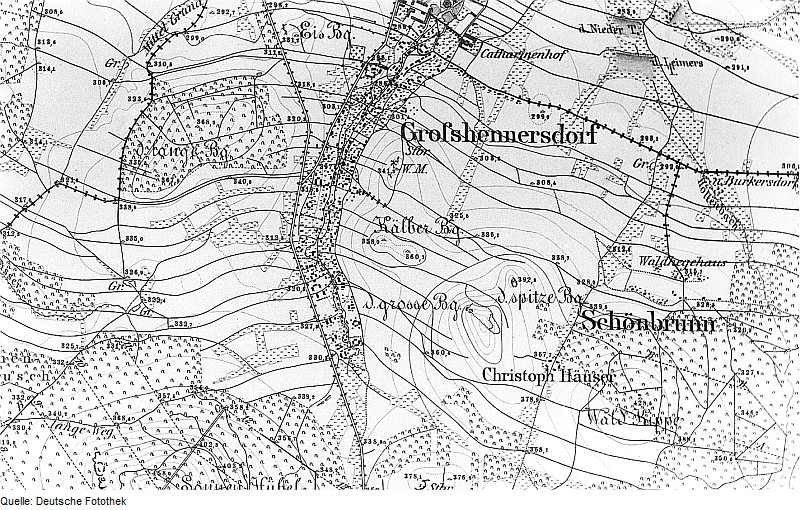
Karte von Großhennersdorf und Schönbrunn aus dem Jahr 1884

Schönbrunn ist ein Ortsteil der Stadt Herrnhut in der sächsischen Oberlausitz. Nach der Eingemeindung nach Großhennersdorf wurde der Ort 2011 zusammen mit Euldorf, Heuscheune und Großhennersdorf nach Herrnhut eingemeindet.

## Lage
Der Ort liegt etwa zwei Kilometer östlich von Großhennersdorf im Landkreis Görlitz am nordwestlichen Rand des Oberwaldes. Im Süden der Siedlung erhebt sich der Schönbrunner Berg, im Südwesten der Große Berg. Auch die südlich gelegenen Christophhäuser zählen zu Schönbrunn.

## Geschichte
Der Ort ist einer der jüngsten der südlichen Oberlausitz, die Großhennersdorfer Gutsbesitzerin Henriette Sophie von Gersdorf ließ ihn 1724 anlegen, um nach dem Dreißigjährigen Krieg böhmischen Exulanten eine neue Heimat zu bieten, ähnlich wie dies bereits zwei Jahre zuvor mit Herrnhut geschehen war. Als über die Jahre mehr als 400 Glaubensflüchtlinge zusammenkamen und der Wunsch nach einer eigenständigen Gemeinde laut wurde, verbot der sächsische Kurfürst August der Starke die Aufnahme weiterer Exulanten. Dennoch drängten die Böhmen unter der Führung von Johann Liberda auf ein eigenes Schul-, Gerichts- und Kirchwesen. Da diese Forderungen durch das ausgesprochene Verbot nicht durchgesetzt werden konnten, wanderten die meisten dieser Familien am 10. September 1732 nach Preußen in das heutige Berlin-Neukölln und gründeten dort das böhmische Dorf Rixdorf. Die wenigen Verbliebenen übernahmen die Häuser in Schönbrunn, wurden in Herrschaftsordnung eingegliedert und nahmen 1741 das deutsche Kirchsystem an.

### Einwohnerentwicklung
| Jahr      | 1834 | 1864 | 1867 | 1871 | 1890 | 2010 | 2011 |
| Einwohner | 78   | 57   | 56   | 44   | 37   | 35   | 31   |

Nach einer Zählung von 1864 verfügte Schönbrunn über vierzehn Häuser. Heute sind nur noch neun der Bauerngüter vorhanden. Die Christophäuser bestanden 1864 aus fünf Bauerngütern, von denen heute nur noch zwei erhalten geblieben sind und nur noch eines bewohnt wird.